# Westfalenbahn ET3
De ET 3 is een driedelig elektrisch treinstel van het type Stadler FLIRT voor het regionaal personenvervoer van de Duitse spoorwegonderneming Westfalenbahn.

## Geschiedenis
Het treinstel werd in 2006 besteld voor het regionaal personenvervoer aan de noord-oostzijde van het Ruhrgebied. Het treinstel werd ontwikkeld en gebouwd door Stadler Rail te Berlin-Pankow (Duitsland). De treinstellen worden gehuurd van leasebedrijf Alpha Trains. 

### Nummers
De treinstellen zijn door Westfalenbahn als volgt genummerd:
- ET 001 - ET 014 → EBA: 427 109 - 427 122

## Constructie en techniek
Het treinstel is opgebouwd uit een aluminium frame en is uitgerust met luchtvering. Er kunnen tot vier eenheden gekoppeld worden.

## Treindiensten
De treinen van de Westfalenbahn worden tussen 9 december 2007 en 9 december 2017 ingezet op de volgende trajecten:
- RB 61 Wiehengebirgs-Bahn, Bad Bentheim - Rheine - Osnabrück - Bünde - Herford - Bielefeld
- RB 65 Ems-Bahn, Münster (Westf) - Rheine
- RB 66 Teuto-Bahn, Münster (Westf) - Lengerich (Westf) - Osnabrück
- RB 72 Ostwestfalen-Bahn, Herford - Lage - Detmold - Altenbeken - Paderborn